# Svartabborrtjärnen (Råneå socken, Norrbotten, 736211-176030)
Svartabborrtjärnen är en sjö i Bodens kommun i Norrbotten och ingår i Råneälvens huvudavrinningsområde.